# Religion non théiste
Les religions non théistes (à ne pas confondre avec l'athéisme) sont des systèmes de croyances qui ne postulent pas l'existence d'un ou plusieurs dieux. Le non théisme joue un rôle important dans l'hindouisme, le bouddhisme et le jaïnisme.

## Dans le bouddhisme

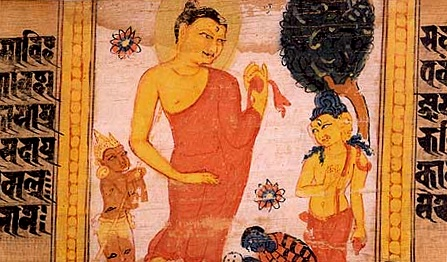
Le Bouddha descendant du ciel Trāyastriṃśa. Manuscrit sur feuille de palmier provenant de Nalanda, dans l'état du Bihar, en Inde.

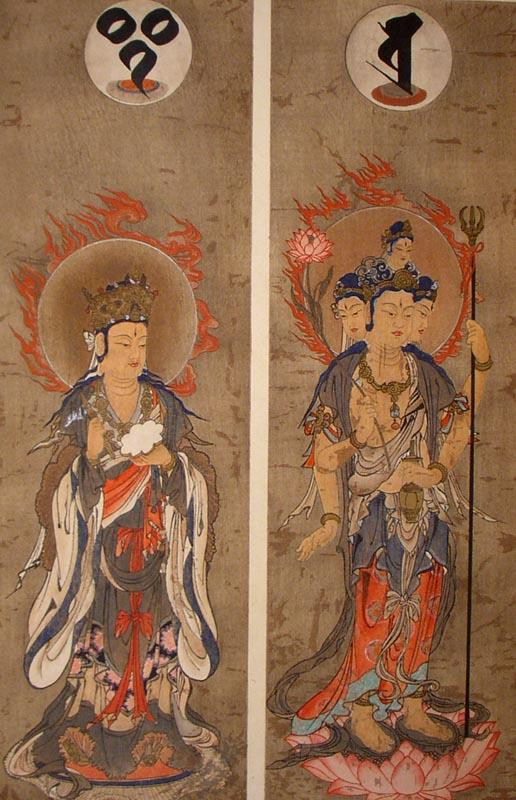
Les dieux Śakra (à gauche) et Brahma (à droite).

### Ce que signifie être un dieu
Né dans le contexte hautement polythéiste de l'Inde du VIe siècle av. J.-C. le Bouddha reconnait l'existence des dévas (traduits par « dieux »), mais affirme qu'ils sont, à l'instar des humains, piégés dans le cycle du samsara et que par conséquent ils ne sont pas nécessairement plus sages. En fait, le Bouddha est souvent décrit comme un enseignant des dieux et supérieur à eux en ce que sa méthode de libération pourrait être utile aux dieux eux-mêmes.
Dès l’époque du Bouddha, le déni de l’existence d’une divinité créatrice a été considéré comme un point clé permettant de distinguer les opinions bouddhistes des non-bouddhistes. Le Bouddha a répondu à la question de l'existence d'une divinité créatrice indépendante dans le Brahmajālasutta. Il y affirme l'absence d'un Dieu créateur et considère que de telles notions sont liées à une vision éternaliste de l'univers qui est fausse. Comme les 61 vues erronées, cette croyance provoquerait de la souffrance lorsqu'on y est attaché et génèrerait du désir, de l'aversion, de la peur et une conception illusoire du monde. Les philosophes bouddhistes ultérieurs ont également largement critiqué l’idée d’une divinité créatrice éternelle et soucieuse de l’humanité.

### Le refus des spéculations métaphysiques
Un jour, lorsque le moine Malunkyaputta présenta au Bouddha un problème de métaphysique, ce dernier répondit par la parabole de la flèche empoisonnée :

« Alors qu'un homme reçoit une flèche recouverte d'une épaisse couche de poison, sa famille convoque un médecin pour faire enlever le poison et lui fournir un antidote. Cependant, l'homme refuse de laisser le médecin faire quoi que ce soit avant que certaines de ses questions ne soient répondues. L'homme blessé exige de savoir qui a tiré la flèche, quelle est sa caste et son travail et pourquoi il a tiré sur lui. Il veut savoir quel type d'arc l'homme a utilisé et comment il s'est procuré les ingrédients utilisés pour préparer le poison. Malunkyaputta, un tel homme mourra avant d'obtenir les réponses à ses questions. Il en va de même pour celui qui suit la Voie. Je n'enseigne que les choses nécessaires pour réaliser la Voie. Les choses qui ne sont ni utiles ni nécessaires, je ne les enseigne pas. »

## Dans le christianisme

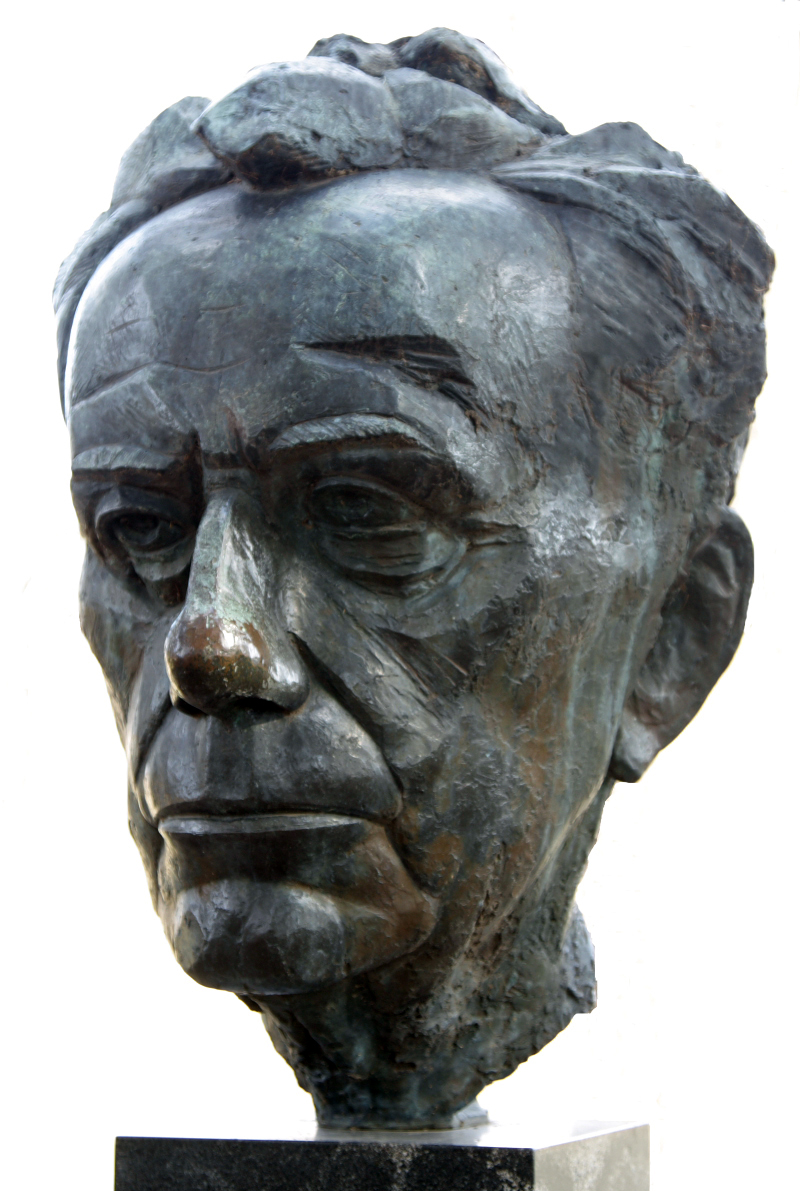
Buste de Paul Tillich

Bien que moins évident dans le christianisme, quelques théologiens chrétiens libéraux ont défini un « Dieu non théiste » comme « fondement de tout être » plutôt que comme un être divin personnel.
Beaucoup d'entre eux doivent une grande partie de leur théologie aux travaux du philosophe existentialiste chrétien Paul Tillich et notamment à l'expression de celui-ci « le fondement de tout être ». Tillich affirme par exemple : « Dieu n'existe pas. Il est lui-même au-delà de l'essence et de l'existence. Par conséquent, affirmer que Dieu existe, c'est le nier. » Cette citation résume la conception de Dieu de Tillich. Il ne considère pas Dieu comme un être qui existe dans le temps et dans l’espace, car cela contraindrait Dieu et le limiterait. Tous les êtres sont finis, et si Dieu est le créateur de tous les êtres, il ne peut logiquement pas être fini puisqu’un être fini ne peut être le substrat d’une variété infinie de choses finies. Ainsi, Dieu est considéré au-delà de l'être, au-delà de la finitude et de la limitation, il est la puissance ou l'essence de l'être lui-même.
Du point de vue non théiste, naturaliste et rationaliste, le concept de grâce divine s'assimile alors à celui de chance.
Parmi les mouvements issus du christianisme libéral on trouve aussi l'universalisme unitarien dont certains groupes professent l'athéisme, l'agnosticisme, le panthéisme, le pandéisme voire le panenthéisme.

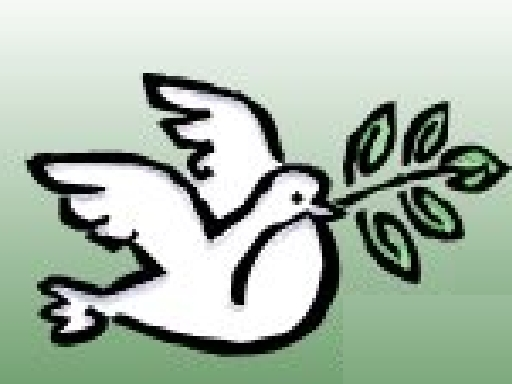
Logo de la Société des Amis Non théistes, un mouvement quaker.

Enfin, il existe chez les quakers un courant non théiste appelé Ami non théiste ou quaker athée dont les membres s'identifient aux valeurs de la communauté quaker, mais n'accepte pas la croyance en un Dieu ou Être suprême.

## Dans l'hindouisme
L'hindouisme se caractérise par des croyances et des pratiques extrêmement diverses. Selon le philosophe britannique Robert Charles Zaehner, « il est parfaitement possible d'être un bon hindou, tout en ayant des opinions personnelles qui penchent vers le monisme, le monothéisme, le polythéisme ou même l'athéisme ». Il poursuit en disant que c'est une religion qui ne dépend ni de l'existence ni de la non-existence de Dieu ou des dieux. Plus largement, l'hindouisme peut être considéré comme ayant trois courants majeurs : un premier promouvant l'existence un Créateur personnel ou Être divin, un deuxième qui met l'accent sur un Absolu impersonnel (Advaita Vedanta) et un troisième qui est pluraliste (polythéiste) et non absolu. Ces deux dernières traditions peuvent être considérées comme non théistes.
Bien que les Vedas s'occupent principalement de l'accomplissement des rituels, certains éléments peuvent être interprétés comme non théistes ou comme précurseurs de la tradition non théiste. Le texte hindou la plus ancien, le Rig Veda, mentionne qu'« il n'y a qu'un seul dieu, même si les sages peuvent lui donner différents noms » (1.164.46). Le philologue allemand Max Müller qualifie cette vision d'hénothéisme et elle peut être considérée comme indiquant une réalité divine unique, non duelle, avec peu d'insistance sur la personnalité. Le célèbre Nasadiya Sukta, 129e hymne du dixième et dernier chapitre du Rig Veda, observant la création, demande : « Les dieux sont venus après, en même temps que la création de cet univers. [...] Qui sait alors d'où ils sont nés ? Cette vision contient l'intuition qu'il doit y avoir un principe unique derrière tous les phénomènes : « Cet unique » (tad ekam) est autosuffisant et aucune distinction ne peut lui être appliquée,.
C'est avec les Upanishads, dont on estime qu'elles ont été écrites au cours des premiers millénaires (contemporains des Brahmanas ritualistes), que l'insistance védique sur les rituels a été remis en question. Par ailleurs, se distinguant de la tradition upanishadique, des groupes d'ascètes errants appelés Vadins adhéraient à des croyances largement non théistes et rejetaient l'idée que la connaissance religieuse soit la propriété des brahmanes. Beaucoup d'entre eux étaient des shramanas, qui représentaient une tradition non védique enracinée dans l'histoire pré-aryenne de l'Inde. Les Upanishads se sont surtout préoccupés de développer la connaissance, en particulier de définir l'identité ultime de tous les phénomènes. C'est ainsi qu'ils développèrent la notion de Brahman, sorte d'entité supra-cosmique qui sous tend tout l'Univers. Plus tard, la philosophie indienne débattra pour déterminer si Brahman est un être personnel ou une puissance impersonnelle. La définition de la nature impersonnelle de Brahman se base sur l'expression « ekam eva advitiyam » (Chandogya Upanishad 6.2.1) qui signifie qu'il est l'Unique sans second c'est-à-dire auquel aucun attribut substantiel ne peut être rattaché. De plus, les Upanishads Chandogya et Brihadaranyaka affirment que l'âtman individuel (l'âme) et le Brahman impersonnel ne font qu'un. L'affirmation du Tat Tvam Asi : "Tu es Cela" qu'on trouve dans le Chandogya Upanishad, résume bien cette unité. Cette dernière Upanishad utilise fréquemment les termes négatifs Neti neti pour décrire le divin dont on nie tous les attributs.

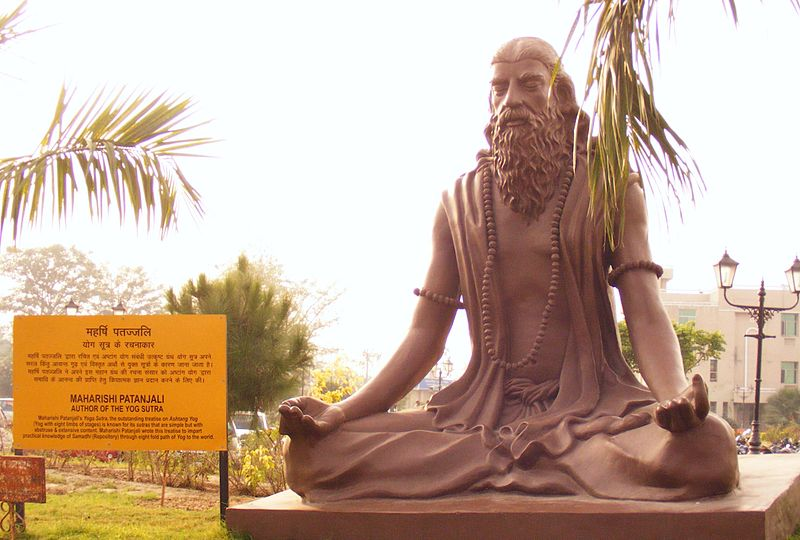
Statue de Patañjali à l'institut du Yoga Pantanjali Yog Peeth à Haridwar.

Les écoles classiques de l'hindouisme Samkhya, Mimamsa, Vaisheshika et Nyaya n'acceptent pas du tout la notion d'un Dieu créateur omnipotent,. Bien que les écoles Sankhya et Mimamsa n'aient plus vraiment d'adeptes en Inde, elles ont toutes deux eut une influence dans le développement des écoles de philosophie ultérieures,. Le Yoga de Patañjali est l’école qui doit probablement le plus à la pensée Samkhya. Cette école est dualiste, dans le sens où il existe une division entre « l'esprit » (sanskrit : purusha) et « la nature » (sanskrit : prakṛti). Elle considère le Samadhi ou « union concentrative » comme son but ultime et ne regarde pas l'existence de Dieu comme essentielle ou nécessaire pour y parvenir.
La Bhagavad Gita contient des passages qui portent une lecture moniste et d'autres qui portent une lecture théiste. Ceux qui y voient un message essentiellement non théiste suivent les enseignement du philosophe Sankara, et ceux qui font une lecture théiste suivent les enseignements du mystique Ramanuja.
L'Advaïta Vedanta de Gaudapada et de Sankara rejette le théisme insistant sur le fait que Brahman est « Sans attributs, indivisible, subtil, inconcevable et sans défaut, Brahman est unique et sans second. Il n'y a rien d'autre que Lui. » Cela signifie qu'il n'a pas les propriétés habituellement associées à Dieu telles que l'omniscience, la bonté parfaite, la toute-puissance, et qu'en outre il est identique à l'ensemble de la réalité, plutôt que d'en être un agent causal ou un dirigeant. Il est en quelque sorte le substrat de l'univers.

## Dans le jaïnisme
Les textes jaïnistes affirment que l'univers est constitué de jiva (force vitale ou âme) et d'ajiva (objets non-vivants). Selon la doctrine jaïn, l'univers et ses constituants – l'âme, la matière, l'espace, le temps et les principes du mouvement – ont toujours existé. L’univers, la matière et les âmes qu’il contient sont éternels et incréés, et par conséquent il n’existe pas de Dieu créateur. Le jaïnisme propose une cosmologie complexe, incluant des êtres célestes que sont les dévas mais ces derniers ne sont pas considérés comme des créateurs : ils sont sujets à la souffrance et au changement comme tous les autres êtres vivants et sont décrits comme mortels.
Selon le concept jaïniste de la divinité, toute âme qui détruit ses karmas et ses désirs atteint la libération aussi appelée Nirvana. Une âme qui serait parvenue à cette libération pourrait être divinisée (Tirthankara) mais elle n'aurait vraisemblablement aucun désir d’intervenir dans le fonctionnement de l’univers.
Outre l'autorité des textes, les Jaïns emploient également le syllogisme et le raisonnement déductif pour réfuter les théories créationnistes. Diverses opinions sur la divinité et l'univers défendues par les adeptes du Védisme, de la Sāmkhya, de la Mimamsas et du bouddhisme ont été critiquées par les Jains Ācāryas, comme le moine Jinasena auteur du Mahāpurāna.

## Dans le taoïsme
Dans sa forme philosophique, le taoïsme met l'accent sur le concept du Tao, qui peut être compris comme l'ordre universel ou le principe fondamental qui régit l'univers. Dans cette perspective, le taoïsme peut être considéré comme non théiste, car il ne postule pas l'existence d'un Dieu personnel et créateur. Au sujet de la naissance de l'univers, les taoïstes décrivent un état initial indifférencié et non manifesté appelé Wuji. Il s'agit d'un état potentiel au sein duquel commence à se manifester le Taiji c'est-à-dire la dualité fondamentale du yin et du yang. Ces deux forces complémentaires, leur interaction et leur transformation mutuelle, sont à l'origine de l'univers. Selon cette conception, c'est l'harmonie dynamique entre les forces opposées qui est garante du maintien de l'univers et non un démiurge.
Dans les formes religieuses du taoïsme, on trouve un nombre important de divinités. Cependant, celles-ci sont souvent perçues comme des manifestations du Tao lui-même ou comme d'anciens maitres taoïstes divinisés.

## Dans le judaïsme
Dès le XIXe siècle se développe en Europe un athéisme juif dont les adeptes ont une pratique culturelle et identitaire de la religion mais sans croyance en un Dieu personnel.
Par la suite, le judaïsme reconstructionniste, fondé en 1968 aux États-Unis par le rabbin Mordechai Kaplan, proposera une vision dans laquelle Dieu n'est pas personnalisé et ne fait pas de miracles, mais se manifesterait plutôt dans l'ensemble des processus naturels. Certains adeptes de ce courant voient Dieu comme une métaphore ou une construction symbolique des valeurs et des idéaux juifs.

## Dans les nouveaux mouvements religieux
Les nouveaux mouvements religieux qui apparaissent dès le début du XIXe siècle proposent parfois des systèmes de croyances qui excluent l'existence d'un Dieu personnel. Certains de ces mouvements sont parfois qualifiés de sectes notamment par la Miviludes.
Ainsi, les adeptes du Synthéisme considère que Dieu est une création humaine et qu'il sera amené une jour à être remplacé par une Superintelligence artificielle.
Le Temple satanique, une secte du satanisme moderne ou rationnel, a été officiellement reconnu comme religion non théiste aux États-Unis le 25 avril 2019.
Le mouvement religieux suprémaciste blanc "Creativity" a également été décrit comme une religion non théiste.
Claude Vorilhon, le fondateur du mouvement raëlien, considère que le mot hébreu Elohim est utilisé à tort par les juifs et les chrétiens pour se référer à Dieu et qu'il devrait plutôt désigner des extraterrestres. Il définit son mouvement comme athée.

## Dans les mouvements philosophico-religieux
D'autres mouvements philosophico-religieux comme le confucianisme, l'épicurisme et le pandéisme, ont également été considérés comme des religions non théistes.
Le philosophe français Auguste Comte est aussi à l'origine d'une religion : l'Église positiviste, au sein de laquelle l'Être Suprême est une représentation symbolique de l'ensemble de l'humanité, une sorte d'idéal collectif et non une entité divine transcendante. Cette religion, bien qu'imitant les sacrements catholiques n'a aucun aspect surnaturel.
Au début du XXe siècle on voit apparaitre aux États-Unis un Humanisme religieux dont Charles Francis Potter, fondateur de la First Humanist Society of New York, est un des précurseur. L'humanisme religieux est une approche qui cherche à combiner des éléments de la religion et de l'humanisme séculier. Dénué de toute dimension transcendantale, l'objectif principal est la recherche de l'harmonie sociale à travers le développement d'une éthique humaniste.